# Rubus effertus
Rubus effertus är en rosväxtart som beskrevs av Liberty Hyde Bailey. Rubus effertus ingår i släktet rubusar, och familjen rosväxter. Inga underarter finns listade i Catalogue of Life.